# Anisotamia
Anisotamia is een vliegengeslacht uit de familie van de wolzwevers (Bombyliidae). De wetenschappelijke naam van het geslacht werd voor het eerst geldig gepubliceerd in 1840 door Justin Pierre Marie Macquart. Hij beschreef twee Afrikaanse soorten die hij tot dit geslacht rekende: Anisotamia ruficornis uit Egypte en Anisotamia centralis uit de Kaapstreek.
Anisotamia is sterk verwant aan het geslacht Lomatia van wolzwevers.

## Soorten
Het genus bevat de volgende soorten:

- Anisotamia fasciata (Williston, 1901)
- Anisotamia orientalis Greathead, 1998
- Anisotamia ruficornis Macquart, 1840